# Андреа Дуоркин
 Андреа Дуоркин (на английски: Andrea Dworkin) (26 септември 1946 – 9 април 2005) е американска радикална феминистка и писател, известна с критиката си към порнографията, за която смята, че е виновна за сексуалното, но не само, насилие върху жени.
Антивоенен активист и анархист от края на 60-те години, Дуоркин става радикална феминистка и публикува 10 книги върху радикалната феминистка теория и практика. В края на 70-те години и през 80-те години тя получава национална за САЩ известност като говорител на антипорнографското движение, както и заради нейните текстове върху порнографията и сексуалността, особено в Порнография: Мъже, които притежават жени и Проникване, които остават двете най-популярни нейни книги.

## Теории
В повечето от своите книги Дуоркин илюстрира липсата на власт при жените в повечето епохи и общества по света. Тя поставя ударение върху това, че в традиционните общности жените и дъщерите на властимащите мъже са отглеждани така, че да бъдат физически безсилни: с неразвити мускули, твърде дълги нокти, деформирани стъпала.
В обикновените патриархални домакинства жената е животно за секс и бебета, както кравата е животно за месо и мляко, както и самото дете е бъдеща подчинена работна ръка. Модерната хетеросексуална порнография според Дуоркин отразява в синтезиран вид все още съществуващите патриархални нагласи – в порно филмите сцената започва с ерекцията на мъжете и завършва с еякулацията на мъжете, като жените са само средство за достигане на тази еякулация.
Дуоркин и други теоретици на феминизма отбелязват, че порното законно и открито се толерира само в общности, в които жените по закон са равни на мъжете. Чрез порното мъжете компенсират появата на новите „равноправни граждани“, потъвайки в свят, в който жените са изцяло техни слуги.

### Публицистика
- Heartbreak: The Political Memoir of a Feminist Militant (2002) ISBN 0-465-01754-1
- Scapegoat: The Jews, Israel, and Women's Liberation (2000) ISBN 0-684-83612-2
- Life and Death: Unapologetic Writings on the Continuing War Against Women (1997) ISBN 0-684-83512-6
- In Harm’s Way: The Pornography Civil Rights Hearings (with Catharine MacKinnon, 1997) ISBN 0-674-44579-1
- Right-Wing Women: The Politics of Domesticated Females (1991) ISBN 0-399-50671-3
- Letters from a War Zone: Writings (1988) ISBN 1-55652-185-5 ISBN 0-525-24824-2 ISBN 0-436-13962-6
- Pornography and Civil Rights: A New Day for Women's Equality (1988) ISBN 0-9621849-0-X
- Проникване. Intercourse (1987) ISBN 0-684-83239-9
- Порнография: мъже, които притежават жени. Pornography—Men Possessing Women (1981) ISBN 0-399-50532-6 (summary Craft page)
- Our Blood: Prophesies and Discourses on Sexual Politics (1976) ISBN 0-399-50575-X ISBN 0-06-011116-X
- Woman Hating: A Radical Look at Sexuality (Dutton, 1974) ISBN 0-452-26827-3 ISBN 0-525-48397-7

### Поезия и художествена литература
- Mercy (1990, ISBN 0-941423-88-3)
- Ice and Fire (1986, ISBN 0-436-13960-X)
- The New Woman's Broken Heart: Short Stories (1980, ISBN 0-9603628-0-0)
- Morning Hair (self-published, 1968)
- Child (1966) (Heraklion, Crete, 1966)